# Filippo Mondelli
Filippo Mondelli, né le 18 juin 1994 à Côme et mort le 29 avril 2021 à Cernobbio, était un rameur italien.

## Biographie
Il remporte avec Luca Rambaldi le titre européen du deux de couple en 2017, puis le titre mondial du quatre de couple lors des Championnats du monde 2018. Avec ses coéquipiers Andrea Panizza, Luca Rambaldi et Giacomo Gentili, il a qualifié l’Italie pour le quatre de couple aux Jeux olympiques de Tokyo.
Filippo Mondelli est mort à Cernobbio le 29 avril 2021 à l'âge de 26 ans des suites d’un cancer des os .

## Palmarès

### Championnats du monde
- 2017 à Sarasota,  États-Unis
  -  Médaille de bronze en deux de couple
- 2018 à Plovdiv,  Bulgarie
  -  Médaille d'or en quatre de couple
- 2019 à Ottensheim,  Autriche
  -  Médaille de bronze en quatre de couple

### Championnats d'Europe
- 2017 à Račice,  Tchéquie
  -  Médaille d'or en deux de couple
- 2018 à Glasgow,  Royaume-Uni
  -  Médaille d'or en quatre de couple
- 2019 à Lucerne,  Suisse
  -  Médaille d'argent en quatre de couple